# 김금희 (1979년)
김금희(중국어 정체자: 金錦姬 진진지[*], 1979년~)는 중국의 작가이다. 중국에 거주하는 조선족이며, 금희라는 필명으로 활동하면서 주로 한국어로 된 글을 쓴다.
글은 중국에 거주하는 조선족으로서의 정체성 문제와 경험에 대한 주제의 글을 주로 다루며, 2007년 단편소설 《개불》로 윤동주 신인문학상을 수상하며 활동을 시작하고 2014년에는 북한이탈주민에 대해 다룬 단편 소설 《옥화》를 통해 한국에서도 인지도를 얻었다.
단편집 《세상에 없는 나의 집》으로 백신애 문학상, 신동엽문학상을 받았다.

## 참고 자료
- Roh, Taehoon, "Review of Choi Eun-mi’s Mongryeonjeongjeon (목련정전 The Story of Magnolia), Geum Hee’s Sesange eomneun naui jip, and Jin Bo-gyeong’s Geseuteuhauseu (게스트하우스 Guesthouse)," Jaeumgwa moeum (자음과모음Vowels and Consonants) Spring 2016, 376–385.
- Roh, Sin-ju, "Introspection of Modernity in Kim Geum Hee’s Fiction," Jangbaeksan (장백산 Mount Baekdu) January 2014, 205–217.
- Lee, Gyeong-jae, "Another Perspective on the North Korean Defectors," Ok-hwa, translated by Jeon Seung-hee, Asia, 2015.